# Bingo (provincie)
Bingo (備後国, Bingo no kuni) is een voormalige provincie van Japan, gelegen aan de Japanse Binnenzee zijde van west Honshu. Het beslaat het westen de huidige prefectuur Hiroshima. Bingo lag naast de provincies Hoki, Izumo, Iwami en Aki.

Kaart van de voormalige Japanse provincies (1868) met Bingo in het rood

De oude hoofdstad zou nabij het huidige Fuchu, Hiroshima stad, hebben gelegen. Gedurende de Sengoku-periode maakte de provincie deel uit van het domein van de Mori clan, maar na de Slag bij Sekigahara, gad Tokugawa Ieyasu het aan een van zijn bondgenoten.
Een belangrijke bezienswaardigheid is het kasteel Fukuyama, het lokale kasteel gedurende de Edo-periode.
Aki · Awa (Kanto) · Awa (Shikoku) · Awaji · Bingo · Bitchu · Bizen · Bungo · Buzen · Chikugo · Chikuzen · Chishima · Dewa · Echigo · Echizen · Etchu · Fusa · Harima · Hi · Hida · Hidaka · Higo · Hitachi · Hizen · Hoki · Hyuga · Iburi · Iga · Iki · Inaba · Ise · Ishikari · Iwaki (718) · Iwaki (1868) · Iwami · Iwase · Iwashiro · Iyo · Izu · Izumi · Izumo · Kaga · Kai · Kawachi · Kazusa · Keno · Kibi · Kii · Kitami · Koshi · Kozuke · Kushiro · Mikawa · Mimasaka · Mino · Musashi · Mutsu · Nagato · Nemuro · Noto · Oki · Omi · Oshima · Osumi · Owari · Rikuchu · Rikuzen · Riukiu · Sado · Sagami · Sanuki · Satsuma · Settsu · Shima · Shimōsa · Shimotsuke · Shinano · Shiribeshi · Suo · Suruga · Suwa · Tajima · Tamba · Tane · Tango · Teshio · Tokachi · Tosa · Totomi · Toyo · Tsukushi · Tsushima · Ugo · Uzen · Wakasa · Yamashiro · Yamato · Yoshino